# Philipp Nawrath
Philipp Nawrath (Füssen, 13 de febrero de 1993) es un deportista alemán que compite en biatlón.
Ganó dos medallas de bronce en el Campeonato Mundial de Biatlón de 2025 y dos medallas en el Campeonato Europeo de Biatlón, en los años 2021  y 2023.
Participó en los Juegos Olímpicos de Pekín 2022, ocupando el cuarto lugar en el relevo masculino y el quinto en el relevo mixto.

## Palmarés internacional
| Campeonato Mundial | Campeonato Mundial       | Campeonato Mundial | Campeonato Mundial |
| Año                | Lugar                    | Medalla            | Prueba             |
| ------------------ | ------------------------ | ------------------ | ------------------ |
| 2025               | Lenzerheide (Suiza)      | Medalla de bronce  | Relevo             |
| 2025               | Lenzerheide (Suiza)      | Medalla de bronce  | Relevo mixto       |
| Campeonato Europeo |                          |                    |                    |
| Año                | Lugar                    | Medalla            | Prueba             |
| 2021               | Duszniki-Zdrój (Polonia) | Medalla de plata   | Relevo mixto       |
| 2023               | Lenzerheide (Suiza)      | Medalla de bronce  | Velocidad          |